# 캔틀리벌레잡이풀

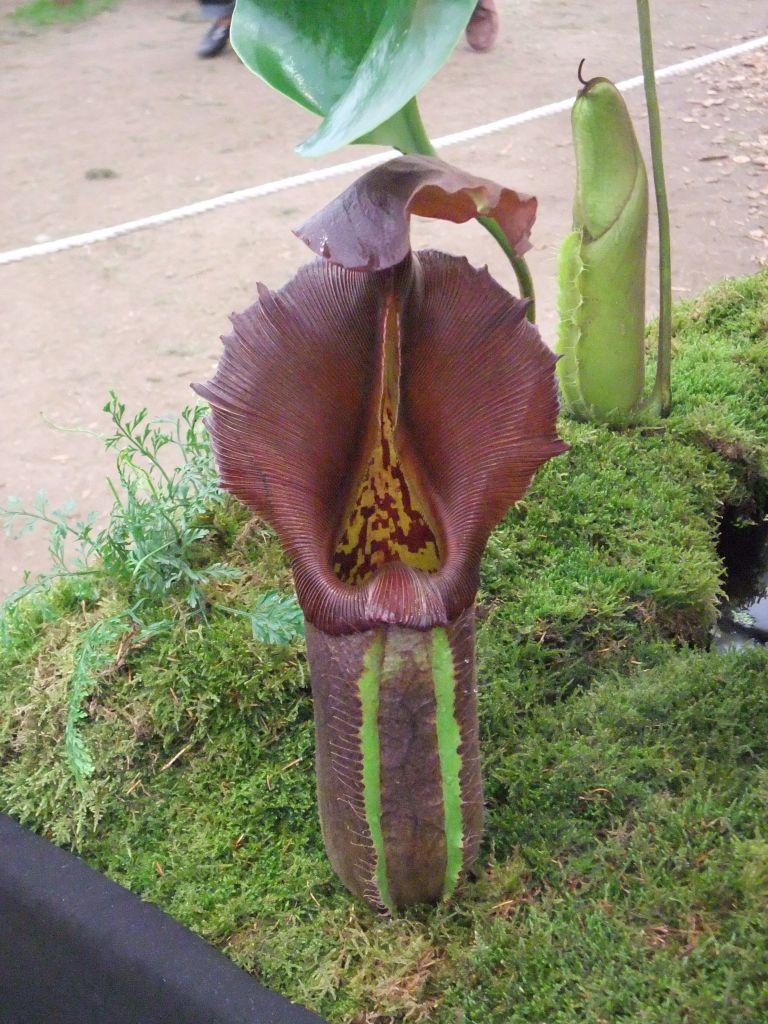
2011년의 캔틀리벌레잡이풀

캔틀리벌레잡이풀(학명: Nepenthes robcantleyi 네펜테스 로브칸틀레이이[*])은 벌레잡이풀속의 식충식물이다. 민다나오섬의 필리핀 아일랜드에 만연한 열대 식충식물이다. 네펜테스 트룬카타와 밀접한 관련이 있으며 한때 어두운 육지종으로 여겨졌다. 보르네오섬의 네펜테스 베이치 또한 밀접한 관계가 있는 것으로 여겨진다.
캔틀리벌레잡이풀은 너비가 10 센티미터에, 길이가 40 센티미터에 다다른다. 최대 2.5미터 길이의 꽃차례는 네펜테스 종 가운데 가장 큰 것으로 알려져 있다.